# Tony Corinda
Tony Corinda (ur. 17 maja 1930, zm. 1 lipca 2010) – angielski mentalista, magik, biznesmen. Napisał książkę Thirteen Steps to Mentalism. Corinda nigdy nie ujawnił miejsca swych urodzin, lecz prawdopodobnie było to w Mill Hill w Londynie.
Jego prawdziwe imię to Thomas William Simpson, przybrał imię Tony Corinda (wariacja imienia Conradi), kiedy zaczął pracę jako mentalista w Wielkiej Brytanii. W 1950 otworzył sklep z akcesoriami dla iluzjonistów, głównie z dziedziny mentalizmu. Później przejął The Magic Shop na Tottenham Court Road w Londynie. The Magic Shop był pierwotnie prowadzony przez Dicka Chavela. Większość sprzedawanych artykułów dotyczyła żartów lub sztuczek magicznych dla początkujących, aczkolwiek sprzedawano tam również rekwizyty przeznaczone dla profesjonalistów.
Od 1956 do 1958 Corinda napisał serię trzynastu broszur na temat mentalizmu, każda z nich omawiała odmienny aspekt sztuki. Początkowo broszury były opublikowane jako 13 odrębnych kursów. Pierwszy raz zostały wydane razem pod tytułem Corinda's Thirteen Steps to Mentalism w 1964 jako kompletna książka przez D. Robbins i Sp. Od tego czasu książka jest uznawana za podstawową wykładnię mentalizmu. Thirteen Steps to Mentalism było później wydane w twardej oprawie przez Harry’ego Clarke’a, znanego z druku wielu książek o tematyce iluzjonistycznej.
W 2011 Corinda's Thirteen Steps to Mentalism było przedrukowane w Encyklopedii mentalizmu i mentalistów.
Mieszkał w Norfolku w Wielkiej Brytanii; zmarł pierwszego lipca 2010 roku.